# Raga Rockers
Raga Rockers är ett norskt rockband som bildades 1982 i Oslo. De benämns, tillsammans med, Dum Dum Boys, Jokke & Valentinerne och deLillos, som "De fyra stora" på 1980-talet i Norge. Typiskt för gruppen var melodisk rock, med norska texter, gärna med en stor portion satir, och med beskrivning av den moderna människan. Michael Krohn, som skriver texterna, skulle visa sig att bli en stilbildare i den rock som växte fram på 1980-talet i Norge.
Michael Krohn skriver också melodier som matchar de starka texterna. Dessutom har han en mycket samspelad rock and roll-orkester bakom sig. Tidigare hade han spelat trummor i bandet "Kjøtt", men som sångare och låtskrivare i Raga Rockers fick han till fullo visa sina talanger.

## Historia
De fem album, som bandet gav ut på 1980-talet, var alla betydelsefulla för norsk rock; samtidigt åtnjöt bandet stor popularitet som liveband. Bandet fortsatte med sina starka texter, och sin energirika rockmusik. År 1991 upplöstes bandet för första gången, men kom tillbaka 1995. År 2005 hade de en norgeturné, för fulla hus. År 2007 kom albumet Ubermensck, som nådde förstaplatsen på VG-listan. 
År 2015 spelade mer än 100 norska band in sina versioner av Raga Rockers-låtar, som en hyllning till bandet. Det blev en box med 12 LP-skivor, samt en bok på 150 sidor med teckningar, essäer och tidigare outgivna bilder. Året efter kom boken "The Raga Saga", där Krohn berättade bandets historia, i samarbete med författaren Svein Mostad. Efter 35 år i branschen blev gruppen 2017 invald i "Rockheim Hall of Fame".

## Medlemmar
Nuvarande medlemmar
- Michael Krohn – sång (1982–1991, 1995–)
- Livio Aiello – basgitarr (1982–1991, 1995–)
- Jan Arne Kristiansen – trummor, percussion (1982–1991, 1995–)
- Arne Sæther – keyboard (1982–1991, 1995–)
- Eivind Staxrud – gitarr, keyboard (2009–)

Tidigare medlemmar
- Bruno Hovden – gitarr (1981–1985; d. 1985)
- Tore Berg – gitarr, keyboards (1984–2009)
- Nils Aune gitarr – synthesizer (1988–2009)
- Hugo Alvarstein – synthesizer (1995–)
- Stein Randgaard – gitarr (d. 1999)

## Album
Studioalbum
- The Return of the Raga Rockers  (1983)
- Maskiner I Nirvana  (1984)
- Varme dager  (1986)
- Forbudte følelser  (1988)
- Blaff  (1989)
- Rock'n'roll Party  (1990)
- Perler for svin  (1995)
- Til helvete med Raga Rockers  (1997)
- Raga Rockers  (2000)
- Übermensch  (2007)
- Shit Happens  (2010)
- Faktor X  (2013)

Livealbum
- Raga Live  (1990)
- Alive again  (1996)
- Fritt Liv  (2012)
- Rockefeller 20.06.14 (2016)

Singlar
- "Slakt" / "Ensom I Kveld" (1988)
- "Fritt Liv" / "Rock 'N' Roll" (1989)
- "Party" / "Gatelangs" (1990)
- "Aldri Mer" (2007)

Samlingsalbum
- The Beginning of the Raga Rockers (1992)
- Live / In The Beginning (2xCD) (1994)
- 1983-2000 / Raga's beste (2005)